# Deli Creeps Demo Tape 1996

## Canciones
1. Boom Cha Ka – 4:06
2. Can I Have A Ride? – 6:05
3. Chores – 5:17
4. Bend Up – 3:55
5. Feast Of Freaks – 14:01

## Créditos
- Maximum Bob - Vocalista
- Buckethead - Guitarrista
- Tony - Bajista
- Pinchface - Baterista

## Extras
La canción "Bend Up" es también conocida como "Pink Wagon", además, esta canción trata sobre el sexo anal ya que en la letra de la canción dice: "I park my pink wagon in your brown street" (Estaciono mi camión rosa en tu calle café).